# La calesera
La calesera es una zarzuela en tres actos, el segundo dividido en dos cuadros, en prosa y verso, con libreto de los madrileños Emilio González del Castillo y Luis Martínez Román y música del granadino Francisco Alonso.

## Historia
Fue estrenada el 12 de diciembre de 1925 en el Teatro de la Zarzuela de Madrid, con un enorme éxito. Posteriormente se estrenaría también en el Teatro Apollo de París (1927), el Teatro San Luis de Lisboa y en los teatros de varias capitales latinoamericanas.
La obra comenzó a producirse en 1922 pero no se terminó hasta horas antes del estreno pues al maestro Alonso no le salía la frase angular de la romanza final de barítono.
El libreto narra una historia de amor, ambientada en el Madrid romántico de la época de Luis Candelas, en la que interviene un triángulo amoroso: una comediante y tonadillera llamada la calesera y una marquesita, enfrentadas por un liberal heroico.
La obra, considerada una de las que más éxito proporcionó a Francisco Alonso, permitió la exposición de la gran inspiración, apasionada emoción y cierta frivolidad, característica del autor. Algunos fragmentos permiten el lucimiento de los intérpretes como el Himno a la Libertad, El pasacalle de los chisperos o la Romanza del barítono.

## Argumento
La acción transcurre en Madrid y en un parador cercano a la frontera de Francia en el año de 1832.

### Acto primero
En el café del Príncipe se reúnen conspiradores liberales y los cómicos de la compañía de la actriz Maravillas, apodada "La calesera", donde discuten sobre los pormenores de la compañía.
Llega al café Gangarilla, uno de los cómicos, trayendo la nueva obra que se va a ensayar, y también nuevas noticias sobre lo que ocurre en palacio, donde se fragua una conspiración contra los liberales y constitucionales. Entre los rumores reluce el nombre de Rafael Sanabria, uno de los liberales más admirados y el hombre que idolatra Maravillas, pese a que todo el mundo sabe sobre su futuro matrimonio con la marquesa de Albar.
Entran en el café los novios seguidos de los invitados, de la boda del torero Paquiro, la cual celebra la concurrencia. Al quedar el café solo, llega Elena, buscando hablar con Rafael y aclarar los rumores de su romance con Maravillas. Por una de las dependencias llega Maravillas y ambas se reconocén, cruzando algunas palabras, trasluciéndose que Maravillas conseguirá el amor de Rafael. Pero Elena confiesa que cuando la madre de Maravillas estuvo enferma y murió, fue la madre de Elena la que la socorrió. Ante esta declaración, Maravillas no puede evitar echarse a llorar, porque ha de renunciar a ese amor, y es llevada por Gangarilla a otra de las habitaciones.
La comitiva de la boda se dispone a salir de nuevo cuando estalla en la calle un gran alboroto. Entra, malherido, Rafael Sanabria, el cual es atendido por Elena ante la impotencia de Maravillas. Llega Luis Candelas, el famoso ladrón, empuñando un fusil y buscando voluntarios para luchar por la libertad, Maravillas toma una bandera de uno de los secuaces, y marcha con los demás, hacia la calle a luchar por la libertad.

### Acto segundo

#### Cuadro primero
En el escenario del Teatro del Príncipe, se prepara el ensayo de la nueva obra. Todos los cómicos esperan la llegada de Maravillas para comenzar, pero esta tarda más de lo habitual. Mientras ensayan Gangarilla y Pirulí, entra Leandrito, un ridículo pretendiente de Pirulí, a traerle unos figurines para la nueva obra, provocando celos en Gangarilla.
Llega Maravillas, y todos corren a recibirla, preguntando sobre si salió airosa de la revuelta en la que participó, comentando el heroísmo de Luis Candelas al esconderla y salir en su defensa. Ella ha escondido en el teatro a la Marquesa, a Rafael y a su sirviente, haciéndolos pasar por actores de la compañía con la ayuda de todos.
Entran los policías en el teatro, buscando a los sospechosos y pidiendo que realicen el ensayo ante ellos, para poder descubrirlos. Se realizan los ensayos con regularidad y algún incidente cómico, llega el momento del dúo de Maravillas con Rafael, el cual al final desata los celos en Elena, que está a punto de arruinar el ensayo, pero Maravillas logra encauzar la escena y salvar momentáneamente la situación.
Leandrito, llega con un ramo de flores, y reconoce a la marquesa, haciendo que el jefe de policía la capture, pero Rafael se interpone e intercambia su lugar; Maravillas y Elena, pese a sus diferencias, deciden unirse para lograr la libertad de Rafael.

#### Cuadro segundo
En la cárcel de la Corte tienen recluido a Rafael, esperando su condena a muerte. Gangarilla se ha infiltrado como guardia, para ayudarlo a fugarse de la cárcel. Llegan Maravillas y Gangarilla vestidas como campesinas, dispuestas a colaborar en el plan y distraer a los guardas.
Elena llega con su criado, al que entrega una carta que ha de hacer llegar a Rafael, con la ayuda de Gangarilla. Calatrava, el criado de la marquesita, trata de hacer lo imposible por entrar, llegando a encontrarse con Luis Candelas, al que confunde con un transeúnte, e intentar atracarle. Al reconocerlo, grita desesperado y acuden a sus gritos Gangarilla, Pirulí y Maravillas.
Calatrava huye y los demás marchan dentro de la cárcel, quedando Gangarilla por fuera. Los guardianes quedan dormidos, debido al vino mezclado con somníferos, que les sirven Maravillas y Pirulí. Rafael aprovecha para salir de la cárcel, provocando un gran alboroto entre los guardias y presos, logrando escapar definitivamente.

### Acto tercero
En un parador cercano a la carretera de Francia, llegan los cómicos de la compañía de Maravillas, amenizando a la concurrencia del local. Con ellos viajan de incógnito Rafael, Elena y Calatrava, los cuales quieren cruzar la frontera hacia Francia para poder ser libres.
Maravillas comenta a Calatrava, que deben de partir rápido puesto que la policía todavía les sigue pisando los talones, sospechando que alguien los ha delatado. Luis Candelas llega para dar la noticia y Maravillas confiesa su traición, a causa de los celos, el haber contado a los guardias sobre la fuga, pero él la consuela y prepara una idea para poder evitar a la policía.
Rafael escucha todo y acude a consolar a Maravillas, perdonándola y sobre todo siendo sincero sobre su cariño. Luis le entrega un pasaporte para que pueda escapar por la frontera lo más rápidamente que pueda con la marquesita. La policía llega y pide a Luis Candelas su pasaporte; enseñando el de Rafael y haciéndose pasar por él, se lo llevan. 
Logran escapar y todos los cómicos los despiden, mientras que Maravillas llora desconsolada ante la marcha de Rafael. La obra concluye con Luis Candelas despidiéndose tiernamente de Maravillas al ser llevado por los policías.

## Números musicales
- Acto primero
  - Preludio (Orquesta)
  - Jácara: "Tadeo y Doña Carlota"
  - Entrada de la Boda: "¡Vivan los padrinos con aquel!"
  - Calesera: "Todos dicen que te quiero, Calesero"
  - Introducción y Gavota: "Usía no recuerda, seguramente"
  - Himno a la Libertad y Fin del acto primero: "Atrás, que es cobarde rendirse al amor"

- Acto segundo
- Cuadro primero
  - Dueto cómico: "Es la pipirona"
  - Escena y Aria de Calatrava: "He aquí los nuevos cómicos"
  - Dúo de Maravillas y Rafael: "El veto a mi amor sincero"
  - Pasacalle de los Chisperos y Guardias de Corps: "Yo no quiero querer a Chispero"
  - Final del Cuadro primero: "¡Atrás! ¡Atrás!"
- Cuadro segundo
  - Copla de Rafael: "¡Ah, sin alma viven los presos!"
  - Dueto cómico: "Crispulo se ha casado"
  - Seguidilla y final del Acto segundo: "No me cortejes, niña, por la ventana"

- Acto tercero
  - Preludio (Orquesta)
  - Bolero: "Por mí dices, Elías"
  - Dueto cómico: "Soñé yo anoche"
  - Racconto de Rafael: "Agua que río abajo marchó"
  - Fin de la obra (Orquesta)

## Personajes
Los personajes principales e intérpretes principales en la representación original fueron los siguientes:
- Maravillas, la Calesera, soprano (Cora Raga).
- Elena, Marquesa de Albas, soprano (Beatriz Carillo).
- Rafael Sanabria, novio de Elena, barítono (Marcos Redondo).
- Pirulí, prometida de Gangarilla, soprano (Enriqueta Soler).
- Gangarilla, novio de Pirulí, tenor cómico (Antonio Palacios).
- Calatrava, mayordomo de la Marquesa, tenor cómico (Eduardo Marcén).
- Luis Candelas, actor (Vicente Carrasco)
- Leandrito, petimetre tonto y admirador de Pirulí.